# Ivanjski Vrh, Gornja Radgona
Ivanjski Vrh je naselje v Občini Gornja Radgona.